# Salzbergwerk Epe
Das Salzbergwerk Epe ist ein Solungsbergwerk in Gronau-Epe und Ahaus-Graes, Nordrhein-Westfalen.
Die Betreibende des Salzbergwerkes ist die Salzgewinnungsgesellschaft Westfalen (SGW), ein Gemeinschaftsunternehmen von Solvay, Vestolit und Bayer. Die Förderung begann 1972. Gewonnen werden aus den Salzlagern des Zechstein in Epe jährlich über zwei Millionen Tonnen Kochsalz, das als Sole per Leitung an Standorte der chemischen Industrie im Ruhrgebiet (Vestolit/Chemiepark Marl), am Niederrhein (Solvay in Rheinberg) und nach Belgien (Solvay) geleitet werden.
Die leeren Salzlager, sogenannte Kavernen, in einer Tiefe von 900 bis 1500 m werden zur Speicherung von Erdgas genutzt. Der Kavernenspeicher Epe liegt südwestlich von Epe im Kottigerhook und im Amtsvenn. Das Arbeitsgasvolumen der Kavernen beträgt über 2,5 Mrd. m³. Damit ist die Anlage die größte ihrer Art in Europa. Betreiber sind die Unternehmen E.ON Ruhrgas (52° 9′ 42,9″ N, 7° 0′ 13,3″ O), RWE Gasspeicher und Trianel (52° 10′ 25,3″ N, 6° 59′ 8,5″ O) sowie die niederländischen Unternehmen Essent (Teil des RWE-Konzerns) und Nuon (Vattenfall-Konzern). Das gespeicherte Erdgas stammt aus den Niederlanden, der Nordsee und früher auch Russland. Das Versorgungsgebiet reicht von Hamburg bis nach Frankfurt und in die Niederlande.
Die Deutsche BP lagert in fünf Kavernen Erdöl. Das Unternehmen Eneco aus den Niederlanden nahm 2011 einen neuen Erdgasuntertagespeicher in Betrieb.